# Distretto di Liptovský Mikuláš
Il distretto di Liptovský Mikuláš (okres Liptovský Mikuláš) è un distretto della regione di Žilina, nella Slovacchia centrale.
Fino al 1918, il distretto ha fatto parte della contea ungherese di Liptov.

## Geografia antropica
Il distretto è composto da 2 città e 54 comuni:

### Città
- Liptovský Hrádok
- Liptovský Mikuláš

### Comuni
- Beňadiková
- Bobrovček
- Bobrovec
- Bobrovník
- Bukovina
- Demänovská Dolina
- Dúbrava
- Galovany
- Gôtovany
- Huty
- Hybe
- Ižipovce
- Jakubovany
- Jalovec
- Jamník
- Konská
- Kráľova Lehota
- Kvačany

- Lazisko
- Liptovská Anna
- Liptovská Kokava
- Liptovská Porúbka
- Liptovská Sielnica
- Liptovské Beharovce
- Liptovské Kľačany
- Liptovské Matiašovce
- Liptovský Ján
- Liptovský Ondrej
- Liptovský Peter
- Liptovský Trnovec
- Ľubeľa
- Malatíny
- Malé Borové
- Malužiná
- Nižná Boca
- Partizánska Ľupča

- Pavčina Lehota
- Pavlova Ves
- Podtureň
- Pribylina
- Prosiek
- Smrečany
- Svätý Kríž
- Trstené
- Uhorská Ves
- Vavrišovo
- Važec
- Veľké Borové
- Veterná Poruba
- Vlachy
- Východná
- Vyšná Boca
- Závažná Poruba
- Žiar